# James William Good
James William Good (Cedar Rapids, 24 de septiembre de 1866-Washington D. C., 18 de noviembre de 1929) fue un abogado y político estadounidense, miembro del Partido Republicano. Representó a Iowa en la Cámara de Representantes de los Estados Unidos e integró el gabinete del presidente Herbert Hoover como Secretario de Guerra.

## Biografía

### Primeros años
Nació cerca de Cedar Rapids (Iowa), hijo de Henry y Margaret Coombs Good. Estudió en Coe College, donde se graduó en 1892. Posteriormente, estudió en la Facultad de Derecho de la Universidad de Míchigan, donde se graduó en 1893. Fue admitido en el colegio de abogados en 1893 y comenzó su práctica en Indianápolis (Indiana) el mismo año.
En 1896, regresó a Cedar Rapids, donde continuó ejerciendo la profesión. Se desempeñó como fiscal de la ciudad de Cedar Rapids desde 1906 hasta 1908.

### Carrera política
Fue miembro de la Cámara de Representantes de los Estados Unidos de 1909 a 1921, donde representó al 5.º distrito congresional de Iowa. Se convirtió en presidente del comité de apropiaciones de la Cámara de Representantes en 1919, y continuó sirviendo en ese cargo hasta el final de su período. Fue reelegido siete veces, y nunca derrotado. Pero poco después de que su compañero republicano, Warren G. Harding, fuera elegido presidente en noviembre de 1920, Good reveló que renunciaría a su banca en el Congreso y se uniría a un bufete de abogados de Chicago (Illinois), una vez que se adoptara su plan para reorganizar el proceso presupuestario. Renunció el 10 de junio de 1921.
En 1928, trabajó para la elección de Herbert Hoover, otro republicano de Iowa, como presidente de los Estados Unidos. Cuando Hoover asumió el cargo en marzo de 1929, lo nombró Secretario de Guerra de los Estados Unidos, siendo confirmado por el Senado. Ocupó el cargo durante ocho meses hasta su repentina muerte por peritonitis causada por la ruptura de su apéndice. Fue sucedido por el subsecretario de Guerra Patrick J. Hurley. Sus restos fueron sepultados en Iowa.